# Cybocephalus gigas
Cybocephalus gigas là một loài bọ cánh cứng trong họ Cybocephalidae. Loài này được Kirejtshuk miêu tả khoa học năm 1994.